# Чуваські Алгаші
Чуваські Алгаші́ (рос. Чувашские Алгаши, чув. Чăваш Улхаш) — присілок у складі Шумерлинського району Чувашії, Росія. Входить до складу Русько-Алгашинського сільського поселення.
Населення — 250 осіб (2010; 331 у 2002).
Національний склад:
- чуваші — 86 %